# Mali i olympiska sommarspelen 1968
Mali deltog i de olympiska sommarspelen 1968 med en trupp bestående av två deltagare, Soungalo Bagayogo och Namakoro Niaré, vilka deltog i boxning respektive friidrott. Ingen av landets deltagare erövrade någon medalj.